# Херсонское музыкальное училище

## История
18 мая 1905 года в Херсоне открылось отделение Императорского русского музыкального общества с музыкальными классами. Первыми главами отделения были губернатор Херсонской губернии В. А. Левашов, князь С. Д. Горчаков, Г. Л. Скадовский, М. Е. Беккер и А. К. Парамонов. Директор музыкальных классов – Я. В. Дюмин.
16 октября 1905 года состоялось официальное открытие. В первый год обучение было набрано 117 учеников. Заведение включало в себя классы игры на фортепиано, пения, игры на скрипке, виолончели, всех духовых инструментов, элементарной теории и сольфеджио.
1 сентября 1908 года музыкальные классы были преобразованы в Высшее Императорское музыкальное училище, директором которого был назначен Я. В. Дюмин. Летом 1908 года по его инициативе были открыты постоянные летние хоровые курсы для сельского населения. Параллельно с ними, летом 1911 года учреждаются летние капельмейстерские курсы.
С 1915 по 1919 год училище прекратило работу. После установления советской власти в здании училища начинает работать школа № 17.  Во время Второй Мировой войны здесь размещается фронтовой госпиталь. В послевоенные годы здание занимает школа № 16.
Музыкальное училище возобновляет работу в 1959 году, когда его вернули в систему учебных заведений музыкального искусства. Открываются классы фортепиано, струнных, а с 1961 года – отдел теории музыки, на котором с 1975 года работает класс композиции.
В 1991 году училище получило новое помещение на проспекте Ушакова с двумя концертными залами и аудиториями для групповых занятий.
В училище обучается более 300 студентов, работают 120 преподавателей и концертмейстеров. 
За всю историю своего существования из училища выпустилось более 7 тысяч выпускников. Среди них — лауреаты и дипломанты конкурсов, народные и заслуженные артисты Украины и других стран постсоветского пространства, заслуженные деятели искусств, кандидаты наук, профессора, доценты, преподаватели, аспиранты музыкальных вузов, артисты и солисты театров, оркестров, концертных организаций, дирижёры, композиторы, музыковеды, фольклористы, музыкальные педагоги.